# Associació de Futbol de Tonga
L'Associació de Futbol de Tonga, també coneguda per les sigles TFA (en anglès: Tonga Football Association) és l'òrgan de govern del futbol al Regne de Tonga. La TFA va ser fundada l'any 1965 i, l'any 1994, va afiliar-se a la Confederació de Futbol d'Oceania (OFC) i a la Federació Internacional de Futbol Associació (FIFA).
La TFA és la responsable d'organitzar el futbol de totes les categories, incloses les de futbol femení, futbol sala, futbol platja i l'equip nacional absolut o Selecció de futbol de Tonga (en anglès: Tonga national futbol team).
La principal competició de lliga és la Tonga Major League. Va ser creada el 1969, té tres categories, la Premier League, la First Division i la Second Division. El guanyador accedeix al grup de classificació per a la Lliga de campions de l'OFC.
El 1981, es va crear laTonga Cup, que és la competició anual per eliminatòria directa entre els principals clubs de Tonga.
L'octubre de 2009, la TFA va liderar un projecte anomenat Just Play, de tres anys de duració i finançat per la Confederació de Futbol d'Oceania, per a promoure el futbol base a les onze federacions de l'OFC.